# Цветочная (станция)
Цветочная — грузовая станция Октябрьской железной дороги.
Открыта в 1902 году как путевой пост на «Путиловской ветви» между Корпусным постом на пересечении с Варшавской железной дорогой и постом «Воздухоплавательный парк» на пересечении с Московско-Виндаво-Рыбинской железной дорогой близ одноимённой станции последней. Находится в Московском административном районе Санкт-Петербурга. Позднейшее название проходящей рядом Цветочной улицы дано по названию станции.

## Описание

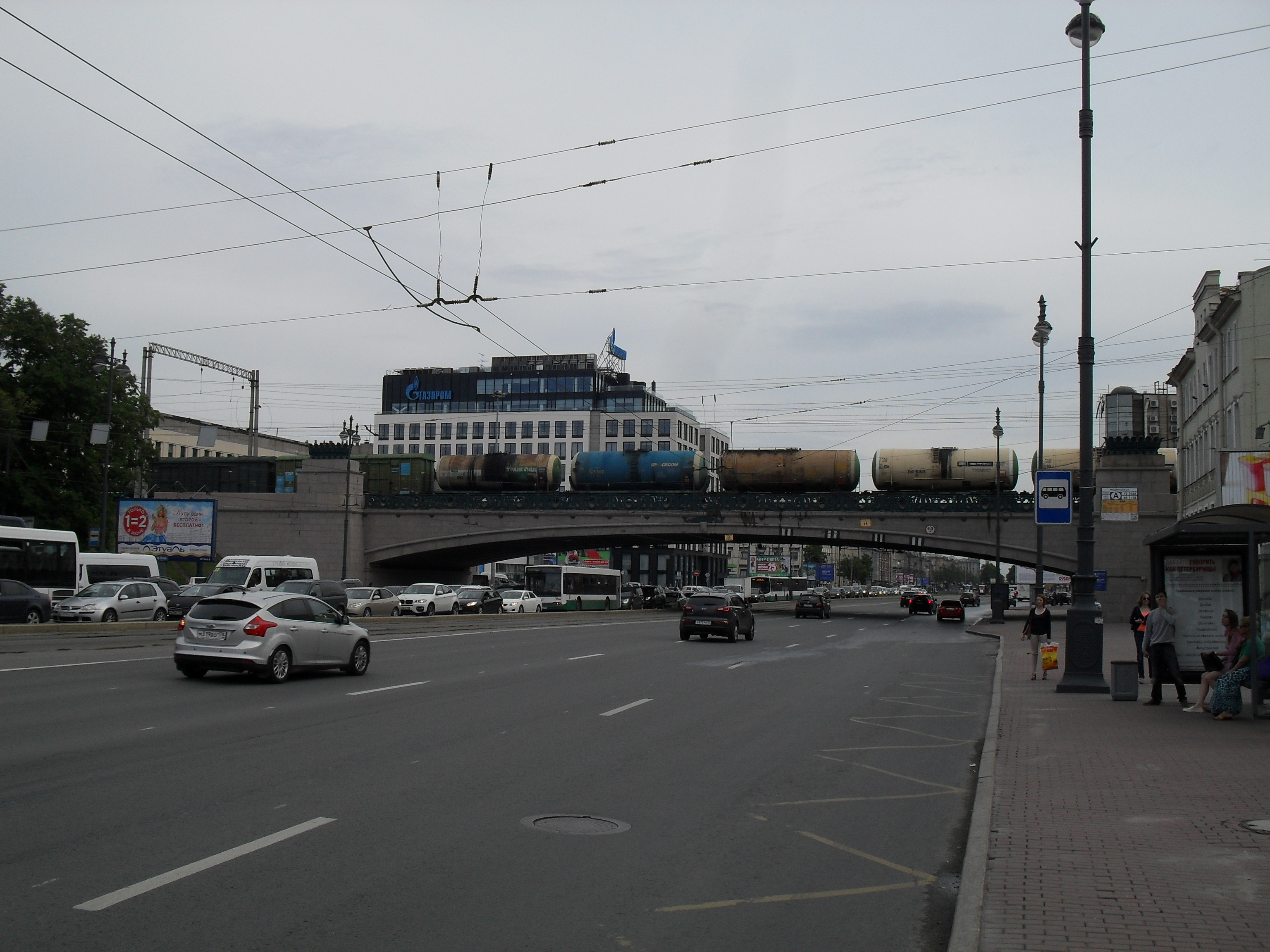
Западная горловина станции Цветочная — путепровод над Московским проспектом у метро «Электросила»

Относится к т. н. «окружной линии» ОЖД (она же «стратегическая ветвь» — Парголово — Парнас — Ручьи — Полюстрово — Дача Долгорукова (Ладожский вокзал) — Глухоозерская — Волковская — Цветочная — Нарвская — Автово).
Выход к Бычьему посту Соединительной ветви Николаевской железной дороги, с одноуровневым пересечением Московского проспекта демонтирован в конце 1930-х годов, когда после катастрофы 1 декабря 1930 года движение в этом направлении было перенесено на Путиловскую ветвь и развязку у Корпусного поста.
С востока от Цветочной ответвляется многопутное примыкание к станции Волковская, а с запада — Путиловская ветвь к бывшей станции Пущино на территории Путиловского завода и далее до тупиковой станции Новый Порт на Гутуевском острове.
Современный путепровод бывшей Путиловской ветви над Московским проспектом, украшенный декоративными бетонными вазами, датируется 1954—1955 годами (архитектор В. Д. Кирхоглани).

## Исторические события
10 марта 1918 года, со станции Цветочная, отправился на Москву специальный поезд № 4001. Его пассажирами были члены Совета народных комиссаров Российской республики, во главе с В. И. Ульяновым (Лениным). В целях безопасности, состав был затемнён: окна пассажирских вагонов были плотно зашторены и свет в купе не зажигался (сигнальные огни на хвостовом вагоне, а также огни локомотива, в целях той же безопасности, гаситься не могли). Так состоялся перенос столицы России из Петрограда в Москву.